# Episodi di Da Vinci's Demons (terza stagione)
La terza e ultima stagione della serie televisiva Da Vinci's Demons, composta da dieci episodi, è stata trasmessa dal canale statunitense via cavo Starz dal 24 ottobre al 26 dicembre 2015.
Negli Stati Uniti, la stagione è stata resa interamente disponibile in anteprima il 24 ottobre 2015 sui servizi Starz Play e Starz On Demand.
In Italia, la stagione è andata in onda in prima visione sul canale satellitare Fox dal 29 ottobre al 31 dicembre 2015.
Il cast principale di questa stagione è formato da Tom Riley, Laura Haddock, Blake Ritson, Gregg Chillin, Lara Pulver, James Faulkner, Elliot Cowan, Hera Hilmar, Eros Vlahos, David Schofield, Alexander Siddig, Nick Dunning, Paul Rhys, Ian Pirie, Kieran Bew, Ray Fearon, Sasha Behar, Akin Gazi, Simone Lahbib, Paul Freeman, Jude Wright, Dafydd Emyr, Sabrina Bartlett.
| nº | Titolo originale              | Titolo italiano               | Prima TV USA     | Prima TV Italia  |
| -- | ----------------------------- | ----------------------------- | ---------------- | ---------------- |
| 1  | Semper Infidelis              | Semper infidelis              | 24 ottobre 2015  | 29 ottobre 2015  |
| 2  | Abbadon                       | L'abisso                      | 31 ottobre 2015  | 5 novembre 2015  |
| 3  | Modus Operandi                | Modus operandi                | 7 novembre 2015  | 12 novembre 2015 |
| 4  | The Labrys                    | La resistenza                 | 14 novembre 2015 | 19 novembre 2015 |
| 5  | Anima Venator                 | Anima cacciatrice             | 21 novembre 2015 | 26 novembre 2015 |
| 6  | Liberum Arbitrium             | Liberum arbitrium             | 28 novembre 2015 | 3 dicembre 2015  |
| 7  | Alis Volat Propriis           | Alis volat propriis           | 5 dicembre 2015  | 10 dicembre 2015 |
| 8  | La Confessione della Macchina | La confessione della macchina | 12 dicembre 2015 | 17 dicembre 2015 |
| 9  | Angelus Iratissimus           | Angelus iratissimus           | 19 dicembre 2015 | 24 dicembre 2015 |
| 10 | Ira Deorum                    | Ira deorum                    | 26 dicembre 2015 | 31 dicembre 2015 |

## Semper infidelis
- Titolo originale: Semper Infidelis
- Diretto da: Peter Hoar
- Scritto da: John Shiban

### Trama
Il cannone di Leonardo funziona e riesce a distruggere l'ammiraglia ottomana e a impedire l'assalto dei nemici. Tuttavia sembra che la madre di Leonardo, che era sulla nave, sia annegata e Leonardo è sconvolto. Alfonso ricompensa il genio con un sacchetto pieno di monete d'oro e gli offre di lavorare per lui, ma Leonardo glielo tira addosso e se ne va via. Alla sera Leonardo si accorge che i turchi hanno creato un diversivo con del fumo per poi costruire un ponte di collegamento di legno. Inoltre hanno creato una rete di esplosivi sottomarini che all'impatto hanno distrutto tutte le navi della flotta di Napoli che stavano arrivando a rinforzo. A un certo punto cominciano i bombardamenti e Leonardo scopre che i turchi stanno usando lo stesso cannone che egli aveva progettato per Lorenzo. Le mura del castello cedono e i turchi entrano nella roccaforte e inizia il combattimento con le spade. Mentre la città viene distrutta dai cannoni, Alfonso viene ucciso in combattimento da un guerriero fortissimo in armatura, mentre Leonardo e Zoroastro se la cavano pur riportando ferite. Alla fine i turchi vincono e piantano la loro bandiera sul terreno di Otranto. I sopravvissuti si nascondono in una stanza nascosta: tra questi Lorenzo propone un negoziato di pace con cui pagare i turchi affinché restituiscano gli ostaggi, mentre tra i napoletani prevale l'orgoglio e propongono di contrattaccare. Mentre Lorenzo ripone le sue speranze in Leonardo, Zoroastro propone di scappare. Mentre si discute sul da farsi i turchi entrano nella città con un carro armato, lo stesso progettato da Leonardo, che distrugge tutto. Ci si chiede come facciano i turchi ad avere tutte le armi progettate da Leonardo. Sono tutti intimoriti dal carro armato ma Leonardo ha un'idea: accatastare barili di liquore in modo che quando il carro armato sparerà verso di loro si creerà un rinculo così forte da respingere i nemici. Il carro armato spara e sembra che l'dea di Leonardo funzioni ma a un certo punto si accende una fiaccola sul carro armato e Leonardo si chiede come possa combattere contro sé stesso.
Girolamo si presenta al cospetto del padre (che è rinchiuso nella cella del vero Papa) e chiede perdono per poi pregare insieme. In realtà è tutta una messinscena in accordo con Carlo e i nemici dell'uomo che vogliono convincere il Papa a intraprendere una crociata. Più tardi, mentre prega, Girolamo trova una traccia di sangue che conduce a un corpo appeso a testa in giù: è il cadavere del cardinale Rodrigo. I sospetti cadono sul "vero" papa e sui figli di Mitra. I nemici degli uomini credono che questo fatto possa essere un incentivo per Sisto a iniziare la crociata. Quindi Girolamo viene messo ancora nella macchina della tortura per "vedere" meglio.
Clarice va in un bordello dove Lorenzo era solito incontrare donne e chiede al proprietario di aiutarla a trovare Carlo.
Intanto Lucrezia si incontra con suo padre che gli rivela il suo scopo: egli vuole che i turchi distruggano tutto e che alla fine gli ultimi sopravvissuti siano solo i figli di Mitra. Chiede alla figlia se vuole unirsi a lui.
- Guest star: Ben Roe (Uomo napoletano), Grahame Fox (Capitano Barbarigo), Gerard Horan (Rodrigo), Andy Lucas (Schbeeb), Ned Dennehy (Capo del Labirinto), Stewart Scudamore (Gedik).
- Ascolti USA: telespettatori 238 000 – rating 18-49 anni 0,07%[4]

## L'abisso
- Titolo originale: Abbadon
- Diretto da: Peter Hoar
- Scritto da: Amy Berg

### Trama
Leonardo sviene e sogna di nuotare in mare per salvare la madre dall'annegamento ma viene rinvenuto da Piero e Zoro. I turchi stanno arrivando e a sorpresa Lorenzo e gli altri attaccano valorosamente ma vengono sopraffatti e Lorenzo gravemente ferito e portato via. Mentre i turchi uccidono gli uomini e prendono le donne per tenerle come schiave, Leonardo, Piero e Zoro portano al riparo quelli che riescono in una chiesa. Leo continua a trovare aggeggi che riconosce essere suoi e dopo aver parlato con "il turco" capisce che lui ha rubato i suoi progetti e li ha dati ai turchi per realizzarli e migliorarli. Una ragazza ebrea dice a Zoro che sotto all'edificio di fronte alla Chiesa ci sono delle catacombe che portano all'uscita della città. Leo crea una carrucola con una corda che va dal campanile all'edificio e trasporta i superstiti. Purtroppo i turchi se ne accorgono e Piero viene arrestato dai turchi mentre cerca di creare un diversivo. Giunti alle catacombe, percorrono le gallerie e sbucano in un bosco. Mentre tutti vanno a nord, Leo torna a Otranto per salvare Piero. Zoroastro lo segue. Mentre Piero sta per essere giustiziato, arriva "il turco" che gli dice che Leo è parte di questo disegno e quindi lo invita ad unirsi agli ottomani. Piero si rifiuta gridando che Leo è un uomo migliore di quanto egli stesso sia mai stato e non crede che suo figlio accetterebbe di far parte di un disegno così depravato. Viene quindi decapitato sotto gli occhi di un impotente Leonardo.
Lorenzo chiede di poter trattare la resa con il generale turco, ma lui non lo ascolta e lo fa imprigionare con le donne e i bambini.
I prigionieri maschi vengono messi in fila davanti al boia. O si sottometteranno all'islam o verranno decapitati. Alcuni scelgono di morire, altri di convertirsi.
Clarice sorprende Lucrezia maneggiare un amuleto regalo di Lorenzo e la ringrazia per avere salvato le sue figlie durante la congiura dei Pazzi, infine le lascia l'amuleto. Il proprietario del bordello in cui risiede Clarice le comunica che ha trovato un banchiere che ha recentemente convertito 500.000 fiorini in ducati. Più tardi Clarice viene seguita dal capo dei "nemici degli uomini" ma lei se ne accorge e riesce a pugnalarlo.
Sisto è preoccupato per la vittoria dei turchi, ma Girolamo gli propone una crociata finanziata coi 500.000 fiorini che Carlo ha sottratto alla banca dei Medici. Si pensa di coinvolgere Venezia, la cui flotta eguaglia quella ottomana ma che ha stretto un'alleanza coi turchi. Sisto si incontra con la "moglie" del defunto Rodrigo e riesce a sfruttare l'omicidio del cardinale per coinvolgere Venezia nella crociata. Laura Cereta accetta, ma a patto che non sia il papa a guidare la crociata in quanto ritiene la Chiesa Romana corrotta. Ella vuole che a guidare la crociata sia Girolamo.
Vanessa è la reggente di Firenze e cerca di convincere il consiglio dei cento a non inviare truppe a rinforzo di Roma perché ciò renderebbe vulnerabile Firenze.
- Guest star: Grahame Fox (Capitano Barbarigo), Benjamin Greaves-Neal (Adin), Tamar Karabetyan (Malia), Ned Dennehy (Capo del Labirinto), Stewart Scudamore (Gedik), Louis Mertens (Giovane ottomano), Tonya Smith, Stephen Casey (Consigliere Cellini), Ieuan Rhys (Consigliere De' Rossi), Andy Lucas (Schbeeb), Danny Mellor (Soldato napoletano).
- Ascolti USA: telespettatori 250 000 – rating 18-49 anni 0,06%[5]

## Modus operandi
- Titolo originale: Modus Operandi
- Diretto da: Alex Pillai
- Scritto da: Jesse Alexander

### Trama
Leonardo si sveglia a cavallo insieme ai sopravvissuti e a Zoroastro che stanno scappando a nord. Leo decide di andare a Roma e chiedere l'aiuto di Sisto.
Giunto in Vaticano Leo chiede udienza a Sisto e gli chiede di finanziare la costruzione di macchine da guerra che lui progetterà. Il papa rifiuta e gli propone una sfida: se troverà chi ha ucciso Rodrigo, finanzierà i suoi progetti. In questo modo otterrà anche la fiducia della signora Cereta (ex moglie di Rodrigo). Leo accetta e si congeda baciando l'anello papale. Girolamo gli rivela che il papa sospetta che il mandante sia il "vero papa" con l'aiuto dei figli di Mitra. Girolamo e Leo vanno sulla scena del crimine e Leo nota un modus operandi degno di un artista. Siccome il cuore è stato rimosso dal corpo, Leo crede che sia stato messo in un luogo sacro e infatti lo trova nel tabernacolo della cappella. Inoltre trova un'ostia nella bocca cucita di Rodrigo, segno che l'assassino è un religioso dispiaciuto di aver commesso il crimine. Leo e Girolamo portano il cuore a Sisto e lo informano su quanto scoperto, ma il papa non è soddisfatto e vuole la testa dell'assassino. Più tardi il papa va a fare il bagno, ma esce inorridito perché l'acqua è insanguinata. Entrano Leo e Girolamo che scoprono nella vasca il cadavere crocifisso di Clarice. Inoltre Leo scopre che Clarice era incinta di Carlo e quindi i sospetti sono rivolti a Carlo. Per scoprire di più, Leo fa un'autopsia per cercare nelle viscere indizi su dove ha mangiato l'ultima volta Clarice. Intanto Girolamo incontra Carlo, gli dice dei sospetti di Leo e chiede di incontrare "L'Architetto". Durante l'autopsia Leo ha un'allucinazione di Clarice che si alza dal tavolo e gli parla, accusandolo di essere un distruttore e un guerrafondaio, poi trova nell'intestino il seme di una pianta esotica. Girolamo incontra l'Architetto che gli spiega che la Chiesa è un'entità corrotta e che Carlo non è l'assassino. Mentre cercano un luogo collegato al seme trovato, Leo e Girolamo finiscono per trovare il corpo del proprietario del bordello in cui era Clarice. Ovviamente trovano anche il corpo del capo del Labirinto e Leo intuisce che Clarice era stata lì a torturarlo. Quando Leo capisce il collegamento tra il labirinto e Carlo, Girolamo lo tramortisce e lo porta alla sede del Labirinto, dove viene torturato con la macchina da Carlo, che vuole che Leo si unisca a loro. A un tratto arriva Zoro che atterra Carlo e libera Leo. Leo prende un sasso e fracassa la testa a Carlo, ma poi si scopre che è un'allucinazione e la tortura continua.
Mentre Clarice tortura il capo dei "nemici degli uomini" per sapere dove trovare Carlo, scrive una lettera a Lorenzo. Viene disturbata da un rumore e per scoprire di cosa si tratta scopre che il proprietario del bordello è stato assassinato. Infine incontra l'autore dell'omicidio (presumibilmente Carlo). In una locanda Zoro viene malmenato da 3 persone che hanno calunniato Leonardo. Qui incontra Lucrezia, che gli fa fumare latte di papavero per lenire i dolori.
Nico e Vanessa stanno cercando di far tornare i conti per mantenere le armate fiorentine e pensano a tassare i bordelli, che fino a quel momento lavoravano esentasse. Nico entra nel bordello di Madame Sing e le propone di cedere alla banca dei medici una parte dei profitti, ma viene deriso, umiliato e buttato fuori.
- Guest star: Ned Dennehy (Capo del Labirinto), Andy Lucas (Schbeeb), Hakan Silahsiz (Prigioniero turco), Nick Cornwall (Veterano di Otranto), Jamie Legg (Cerimoniere del bordello), Ieuan Rhys (Consigliere De' Rossi), Eleanor Matsuura (Madame Singh), James Ashton (Il Coccodrillo), John-Paul Macleod (Recluta del Labirinto).
- Ascolti USA: telespettatori 233 000 – rating 18-49 anni 0,07%[6]

## La resistenza
- Titolo originale: The Labrys
- Diretto da: Alex Pillai
- Scritto da: Will Pascoe

### Trama
In una visione Leonardo vede sé stesso sposato con Lucrezia e con un figlio, Andrea. Leo ha creato un'elica che vola in aria e la fa provare a Andrea, che giocandoci finisce davanti a una grotta. Qui sente delle voci ma prima di entrare Leo lo ferma e lo porta via. Leo sta spiegando l'arte al figlio e a un certo punto vede che Andrea sul suo taccuino ha disegnato delle forme inquietanti. Quindi glielo strappa di mano e il bimbo scappa via. Poi si rappacificano. A quanto pare il Labirinto ha preso il sopravvento e sembra che Leo abbia bruciato il Libro delle Lamine. Sempre nel futuro Lucrezia vede dalla finestra della camera Vanessa e Zoro che tornano feriti dalle campagne. Va quindi in una stalla dove si sono rifugiati a portare medicamenti e cibo. Sembra che questa non sia la prima volta che dà loro accoglienza e dicono di far parte della "Resistenza" che combatte il Labirinto che Leo ha aiutato in passato a prevalere. Vanessa dice che il Labirinto li ha sorpresi e hanno ucciso molti loro amici tra cui Nico. A un certo punto entra Leo che chiede a Zoro di andarsene. C'è una discussione in cui Vanessa dice di aver perso il figlio e il marito e tutti accusano Leo di aver aiutato il Labirinto a seminare tutta questa distruzione. Prima di andarsene Zoro mostra a Leo la "pagina mancante" del libro delle lamine e gli dice che il Labirinto sta per riunirsi per il decennale del Rogo del Libro. Nel frattempo arrivano dei cavalieri mascherati capitanati da Carlo e a Leo cominciano a sanguinare gli occhi. Carlo pranza con Leo e famiglia e Andrea recita la preghiera del Labirinto. Carlo racconta di come Leo abbia letto il libro delle lamine e abbia dato fuoco al libro stesso e a Firenze. Andrea vorrebbe andare a Roma per il decennale ma Leo e Lucrezia non vogliono e lo mandano in camera sua. Carlo descrive la morte di Nico: lingua tagliata, cavati gli occhi e crocifisso a un albero marcio perché ritenuto eretico. Più tardi Leo decide che andrà a Roma da solo e mentre dorme sogna un campo in fiamme con Lucrezia crocifissa. Quindi si sveglia e va da Zoro e Vanessa ma Carlo lo segue. Recupera la pagina mancante, che in realtà è un disegno di Leonardo che serve come esca. In realtà la pagine esiste veramente e quindi Vanessa la dà a Leo. Mentre inizia a leggerla irrompe Carlo che li minaccia di morte. Poi arriva Lucrezia che uccide una guardia. Durante la colluttazione muore Vanessa che dice a Leo che può impedire tutto questo. Zoro e Leo seppelliscono Vanessa. Zoro malmena Carlo che è stato fatto prigioniero. Leo fa un patto con uno dei luogotenenti di Carlo: Andrà a Roma al decennale ma vuole dall'architetto la garanzia che la sua famiglia e Zoro avranno l'incolumità. Tratterranno Carlo in ostaggio come garanzia. Intanto Carlo è legato e cerca di convincere Andrea a liberarlo ma interviene Lucrezia. Durante la notte i cavalieri mascherati assaltano la casa durante la colluttazione viene ucciso Zoro. Nel frattempo Andrea sta liberando Carlo: Lucrezia sta per intervenire ma il figlio la pugnala e la uccide. Arriva Leo che, vista la scena corre via e prova a leggere la pagina mancante. Sente dello voci che gli dicono "svegliati" e allora capisce che niente è reale.
Quindi Leo si sveglia e ritorna alla realtà, mentre viene torturato da Carlo. Leo lo accusa di aver ucciso Verrocchio e Clarice ma Carlo nega di essere l'assassino della donna, anzi dice che vuole che lo aiuti a trovare l'assassino.
Si ritorna al presente durante la tortura di Leo ad opera di Carlo. Gli occhi sanguinano e Girolamo teme che Leo possa morire. Dice all'architetto che da morto non servirà alla causa ma l'Architetto dice che la morte di Leo è accettabile purché non si rischi che lui si unisca ai figli di mitra. Rivela anche che Leo è l'unico in grado di leggere il Libro delle Lamine. Girolamo parla con l'Architetto il quale gli rivela che egli è l'unico ad aver resistito alla tortura così a lungo come Leo e che l'unico modo che ha avuto per uscirne è stato assumere del veleno. L'Architetto somministra il veleno a Leo, dicendo a Girolamo che o sopravviverà o morirà. Leo si sveglia in un prato, a quanto pare salvato da Riario. Arrivano Lucrezia e Zoro che sotto consiglio di Riario lo portano a Firenze. Lucrezia nota che Leo ha ancora il suo anello e allora decide di restare a Roma per dimostrare a sé stessa e a Leo che vale ancora qualcosa. Leo si sveglia sul carro e sfogliando il suo diario vi trova lo stesso disegno che aveva visto nella sua visione nel diario di suo figlio: una croce con le corna.
- Ascolti USA: telespettatori 231 000 – rating 18-49 anni 0,04%[7]

## Anima cacciatrice
- Titolo originale: Anima Venator
- Diretto da: Mark Everest
- Scritto da: Kevin McManus e Matthew McManus

### Trama
Leonardo e Zoroastro arrivano a Firenze e trovano il laboratorio distrutto. Mentre Leonardo fuma ha una visione di sua madre Caterina che gli dice di avere lasciato Piero per Al Rahim e lo avverte che Lucrezia sta cercando la pagina mancante del Libro delle Lamine. Lo avverte anche che ha visto il libro e ciò di cui è capace, un potere distruttivo. Gli dice che deve trovare una pagina e proteggere Lucrezia e una certa Sofia. Leonardo teme che sia un trucco di Al Rahim per rubargli altri progetti. Mentre studia un'armatura rubata a un turco morto capisce che è fatta di un metallo a lui sconosciuto e cerca un modo per distruggerla. Non vuole coinvolgere Nico e Zoroastro per non metterli in pericolo. Girolamo incontra Leo e gli consegna dei soldi di Sisto che acconsente a finanziare i suoi progetti. Inoltre gli chiede una dimostrazioni per convincere i signori delle città stato italiane ad unirsi alla crociata. Vanessa discute con il consiglio sul fatto di far marciare Roma sulle strade di Firenze per guadagnare denaro. Nico e Zoroastro vanno da Madame Sing a riscuotere le tasse in cambio di un posto nel consiglio dei 100. Girolamo cerca di convincere Vanessa a unirsi alla crociata. Leo e Zoroastro continuano a provare a distruggere l'armatura con degli esplosivi ma non riescono nemmeno a scalfirla. Scoprono però che l'armatura è legata in qualche modo a Vlad l'impalatore. La sera Vanessa va a trovare Leonardo con Dragonetti. Dopo aver parlato i due trovano Dragonetti morto crocifisso appeso a testa in giù. Leonardo vede l'assassino allontanarsi sui tetti e lo segue. Riesce a sorprenderlo e dopo essere precipitati dal tetto scopre il cappuccio all'assassino: Girolamo Riario.
Il generale turco sta pianificando l'attacco per conquistare l'Italia con il turco e il vero papa. A un tratto vengono tutti chiamati da un soldato e la scena si sposta in una stanza dove la madre di Leo sta avendo una visione in cui dice che sa chi troverà la pagina del libro delle Lamine: Lucrezia.
Lorenzo è prigioniero dei turchi: Al Rahim e il vero papa gli chiedono di unirsi ai figli di mitra ma lui rifiuta. Il generale turco rivela al vero papa che era schiavo insieme a suo fratello ma dopo aver abbracciato Allah è diventato uno di loro.
Lucrezia va alla tomba di sua sorella Amelia dopodiché va in una casa dove trova Lupo Mercuri. Crede che lui abbia rubato la pagina mancante dal vaticano. Di notte Lucrezia si sveglia e sente delle grida provenire da una casa di fronte a quella di Lupo. Ivi si reca e trova due ragazzi in una cella sotterranea. Mentre prova a salvarli Lupo la spinge nella cella e se ne va dicendo che la pagina è sua. Parlando con le prigioniere Lucrezia impara che sono lì da 2 settimane e che lupo le costringe a leggere la pagina del libro in quanto une delle due ha il dono. Lupo preleva una delle due ragazze dalla prigione e dopo alcune ore la riporta morta e sanguinante. Girolamo e Laura Cereta sono in viaggio verso Firenze sperando di riuscire a coinvolgerla nella crociata. Giunti a Firenze incontrano Vanessa. Laura le mostra un carro pieno di teschi dei soldati morti a Otranto (800) e le dice che anche Lorenzo è morto.
- Guest star: Stewart Scudamore (Gedik), Louis Mertens (Giovane ottomano), Jon Foster (Consigliere), Stephen Casey (Consigliere Cellini), Ieuan Rhys (Consigliere De' Rossi), Joanna Lucas (Anna), Ryan Davies (Roberto), James Ashton (Il Coccodrillo), Eleanor Matsuura (Madame Singh).
- Ascolti USA: telespettatori 201 000 – rating 18-49 anni 0,04%[8]

## Liberum arbitrium
- Titolo originale: Liberum Arbitrium
- Diretto da: Mark Everest
- Scritto da: Jennifer Yale

### Trama
Da Vinci tiene incatenato Riario in un magazzino. A quanto pare, sembra proprio che Riario sia il fantomatico "mostro d'Italia". Leonardo pensa che Riario abbia ucciso tutte quelle persone non di sua volontà, ma come conseguenza del condizionamento del Labirinto. Riario infatti rivela che non desidera più essere parte del Labirinto, ma crede inoltre che lui sia colpevole senza possibilità di alcuna redenzione. Da Vinci ritiene quindi che in Riario vivano due personalità: l'assassino, e il Riario che vive il senso di colpa e cerca il perdono dei propri peccati. Leonardo è convinto di poter curare lo sdoppiamento di personalità di Riario, e mentre lo fa quest'ultimo inizia ad avere attacchi di follia, dove egli considera Da Vinci uguale a lui, in quanto anche Leonardo ha tratto piacere nel vedere le sue macchine da guerra funzionare nella battaglia di Otranto. Dopo queste rivelazioni, arriva Zoroastro il quale comunica a Leo che tutta Firenze sta cercando il "mostro", ovvero Riario. A Leonardo allora viene un'idea: tramite la collaborazione di Zoroastro e Nico, fa uccidere da quest'ultimo un finto assassino turco, placando cosi la popolazione in tumulto, che chiedeva vendetta per l'uccisione del capo delle guardie Dragonetti.
Nel frattempo, a Firenze giunge papa Sisto, che cerca ancora una volta di convincere Vanessa ad unirsi alla sua crociata. Leonardo intanto si prepara a una dimostrazione pubblica delle nuove armi che verranno usate nella crociata, lasciando Zoroastro e Riario soli. Quest'ultimo riesce a scappare, uccidendo molte guardie e lasciando Zoroastro privo di sensi. Leonardo lo ritrova quella sera stessa, durante la dimostrazione, e ordina a Zoroastro di non perderlo di vista, mentre ordina a Nico di portare Vanessa in un posto sicuro. La dimostrazione della potenza del nuovo cannone di Leonardo ha un grande successo, ma nella confusione Leonardo perde di vista Riario. Lo ritrova in una stanza assieme a Cerata di Venezia, in procinto di uccidere la donna. Allora Leonardo, cercando di dissuadere Riario, gli dice che ha ragione su di lui: loro due sono uguali. Anch'egli infatti confessa di aver avuto piacere a Otranto nel sapere che le sue armi belliche avevano causato una grande carneficina, ma poi ha avuto la forza di reagire e combattere i propri demoni interiori. Gli dice inoltre che Cerata di Venezia lo ama e probabilmente questo amore per Riario è un ostacolo e quindi lei deve morire, tuttavia sprona Riario a svegliarsi e ritornare in sé. La cosa sembra funzionare e Riario la libera. 
Nel frattempo Lucrezia, ancora prigioniera di Lupo, fa la conoscenza di Sofia, una ragazza che, a dire di Lupo, possiede il dono di leggere la pagina del libro delle Lamine. Lucrezia rimane molto sorpresa dalla rivelazione di Sofia, che le racconta che ha visioni di sua madre che le parlava di Leonardo da Vinci. Con uno stratagemma, le due ragazze evadono dalla cella dove Lupo le teneva imprigionate, Lucrezia uccide Lupo ma, quando tutto sembra finito, sopraggiungono i turchi. A questo punto Lucrezia capisce che Sofia è la sorella di sangue di Leo e la invita a raggiungerlo a Firenze, portando con sé la pagina. I turchi intanto fanno prigioniera Lucrezia e la interrogano sulla pagina mancante, ma Lucrezia finge di non sapere nulla per far guadagnare tempo a Sofia.
- Guest star: Ieuan Rhys (Consigliere De' Rossi), Eleanor Matsuura (Madame Singh), Stephen Casey (Consigliere Cellini), James Ashton (Il Coccodrillo), David Lyndon (Doge di Venezia), Stewart Scudamore (Gedik).
- Ascolti USA: telespettatori 191 000 – rating 18-49 anni 0,02%[9]

## Alis volat propriis
- Titolo originale: Alis Volat Propriis

- Diretto da: Colin Teague
- Scritto da: Liz Sagal

### Trama
Mentre le parti (Firenze, Genova, Venezia e il Papa) si confrontano per decidere quanti armi ed eserciti mettere in campo per la crociata, irrompe nella sala un uomo travestito da turco: è Lorenzo. 
Leonardo ha intanto curato Riario, consapevole ormai della sua malattia; alla notizia che Lorenzo è tornato, si precipita a palazzo, dove il Magnifico racconta la sua prigionia e chiede poi della fine di Clarice e di Lucrezia. 
Lucrezia, prigioniera dei turchi e di suo padre, cerca di non confessare, ma viene interrogata da Caterina, la quale racconta che la pagina è diretta a Roma per essere usata contro i turchi. In cella insieme, Lucrezia scopre da Caterina che Sofia è la sorella di Leonardo e che ha mentito per difendere i propri figli. 
Lorenzo continua ad essere contrario alla crociata e ordina di ritirare gli eserciti di Firenze, dichiarando fermamente l’indipendenza della sua città. 
Leonardo e Cerata di Venezia cercano inutilmente di convincerlo ad appoggiare la crociata, ma un risoluto e alterato Lorenzo ordina di confiscare tutte le armi e i documenti del laboratorio di Leonardo.
Leonardo e Zoroastro decidono di chiedere aiuto a Vlad, per avere l’aiuto del suo esercito.
La lega per la crociata lascia Firenze. 
Caterina ipnotizza Lucrezia per entrare nei sogni di Leonardo; Lucrezia lo esorta a ritornare a Vinci per salvare Sofia e la pagina del libro delle Lamine. Ancora sotto ipnosi, Caterina viene uccisa.
- Guest star: David Lyndon (Doge di Venezia), Stephen Casey (Consigliere Cellini), Ieuan Rhys (Consigliere De' Rossi), Eleanor Matsuura (Madame Singh), Chris Batten (Uomo fiorentino), Stewart Scudamore (Gedik), Jamie Legg (Cerimoniere del bordello).
- Ascolti USA: telespettatori 102 000 – rating 18-49 anni 0,04%[10]

## La confessione della macchina
- Titolo originale: La Confessione della Macchina
- Diretto da: Colin Teague
- Scritto da: Jesse Alexander

### Trama
Leonardo arriva a Vinci e a casa, sotto delle assi,  trova degli strani disegni che lo riportano con la mente al sogno. Si reca nella caverna e si ritrova accerchiato da Carlo e due dei suoi, per torturarlo e convincerlo ad unirsi a loro. 
Riario, lasciato l’accampamento della lega, torna a Firenze da Lorenzo, a cui confessa l’assassinio della moglie; Lorenzo lo ferisce e intende giustiziarlo in piazza come il mostro di Firenze, a nulla servono le preghiere di donna Cerata da Venezia; solo Vanessa riesce a convincerlo a dare almeno un processo a Riario.
Zoroastro e Nico tornano da Vlad e gli raccontano che i miliziani turchi hanno la sua armatura, evidentemente rubatagli, quindi chiedono il suo aiuto contro i turchi, ma Vlad sfida Zoroastro nel gioco degli scacchi, perdendo. 
Sofia arriva alla caverna dove riesce a liberare Leonardo, che affronta Carlo uccidendolo. I due provano a decifrare la pagina, ognuno vede una cosa diversa, ma Leonardo capisce presto che le loro visioni devono essere messe insieme ed iniziano a lavorare.
- Guest star: Sanna Kelly (Donna fiorentina).
- Ascolti USA: telespettatori 120 000 – rating 18-49 anni 0,03%[11]

## Angelus iratissimus
- Titolo originale: Angelus Iratissimus
- Diretto da: Peter Hoar
- Scritto da: Amy Berg

### Trama
Zoroasto e Nico tornano a Firenze con Vlad. Intanto Leonardo e Sophia cercano il modo utilizzare il meccanismo mostrato dal libro delle lamine, i due scoprono inoltre di essere fratello e sorella soltanto da parte di madre dato che il padre di Sophia altro non è che Al Rahim. Quando Da Vinci capisce come utilizzare il congegno per sconfiggere gli ottomani, con l'aiuto degli amici ruba un carro armato dai nemici ma Zoroastro e Sofia verranno catturati. Intanto Lorenzo e Vanessa passano una notte assieme e quest'ultima si lascia sedurre dal Magnifico. Riario intanto, dopo aver confessato i suoi omicidi durante il processo, viene incarcerato e riceve la visita dell'architetto.
- Guest star: Eleanor Matsuura (Madame Singh), Kerim Hassan (Comandante del carro armato ottomano), Ojan Genc (Artigliere del carro armato ottomano), Waj Ali (Ufficiale ottomano 1), Vangelis Christodoulou (Ufficiale ottomano 2).

- Ascolti USA: telespettatori 120 000 – rating 18-49 anni 0,02%[12]

## Ira deorum
- Titolo originale: Ira Deorum
- Diretto da: Peter Hoar
- Scritto da: John Shiban

### Trama
Mentre Vanessa e Lorenzo sono sempre più vicini, Leonardo decide di attirare gli ottomani armati verso di sé in modo da poter sfruttare l'energia emessa dal congegno e così sconfiggerli. Lucrezia, dopo aver ucciso il figlio del sultano, riesce a liberarsi e a salvare Zoroastro e Sophia. Riario viene condannato a morte, ma durante l'esecuzione l'architetto comunica che l'uomo non è altro che un messaggero di Dio, Riario prende la parola e dichiara che tutti gli omicidi che ha fatto sono stati nei confronti di gente corrotta e convince il popolo a sottomettersi alla volontà divina e a salvarlo da morte certa. Lorenzo e Vanessa alla vista dell'esito del suo discorso scappano via. I turchi arrivano da Leonardo e avviene una lotta, nel frattempo Zoroastro cerca di mettere in moto il marchingegno, ma cade da un tetto, così Lucrezia prende il suo posto ma viene ferita da due frecce. Leonardo così si arrende e decide di dare la sua vita al posto di quella di Laura Cereta. Durante la sua esecuzione, Lucrezia nonostante le ferite riesce ad attivare il congegno e così tutti i soldati ottomani che gli circondavano compreso Al Rahim vengono sconfitti e gli altri si sottomettono in quanto temono l'ira di Da Vinci. Quest'ultimo scoprirà che non è stato Zoro ad attivare la sua invenzione ma bensì Lucrezia che gravemente ferita morirà tra le sue braccia. Riario si reca da suo padre, il finto Papa e lo strangola per tutto quello che gli ha fatto passare, levandogli il dito con l'anello papale che poi si infilerà al suo. Vanessa ascolta Lorenzo che parla con suo figlio definendolo "figlio mio". Alla fine mentre Nico decide di rimanere a Napoli per aiutare il popolo, Zoro e Sophia seguono Leonardo a Firenze.
- Guest star: Kriss Dillon (Guardia turca), Stewart Scudamore (Gedik), Vangelis Christodoulou (Ufficiale ottomano 2), Eleanor Matsuura (Madame Singh).
- Ascolti USA: telespettatori 202 000 – rating 18-49 anni 0,03%[13]